# Haemagogus andinus
Haemagogus andinus är en tvåvingeart som beskrevs av Osorno-mesa 1944. Haemagogus andinus ingår i släktet Haemagogus och familjen stickmyggor.
Artens utbredningsområde är Colombia. Inga underarter finns listade i Catalogue of Life.